# Eduard Droberjar
Eduard Droberjar (* 21. září 1963 Bojiště-Háj) je archeolog, absolvent Masarykovy univerzity v Brně, specialista na dobu římskou (labskogermánský okruh, římsko-germánské vztahy, problematika interregionálních kontaktů v barbariku, chronologie a základní výzkum) a na dobu stěhování národů.
Pracoval v Archeologickém ústavu AV ČR v Brně (1990–1994), v oddělení prehistorie a protohistorie Národního muzea v Praze (1994–2004), v Ústavu archeologické památkové péče středních Čech (ÚAPPSČ) v Praze (2005–2007), v Ústavu Archeologie UMCS (Instytut Archeologii Uniwersytetu Marii Curii-Skłodowskiej) v Lublinu (2009–2012), na Katedře historie FF UP v Olomouci (2011–2014), v Historickém ústavu Opolské univerzity (2015–2018) a na Katedře archeologie FF Univerzity Hradec Králové (2007-20). Nyní působí na Katedře klasické archeologie Trnavské univerzity (od 2022) a v Archeologickém ústavu SAV v Nitře (od 2017). Je stipendistou nadace Alexandra von Humboldta (Johannes-Gutenberg-Universität Mainz 1998), členem Humboldtova klubu České republiky a dopisujícím členem Německého Archeologického ústavu (Deutsches Archäologisches Institut). Je autorem přes 170 publikací (z toho devíti monografií).
Založil mezinárodní protohistorické konference, z nichž vycházejí tematicky zaměřené sborníky „Archeologie barbarů“. Účastní se mezinárodních projektů a byl řešitelem grantů (např. Dobřichov-Pičhora, Třebusice, Migrace Germánů mezi Labem a Dunajem, Jevíčko a Malá Haná v době římské). V současné době je řešitelem projektu Agentúry na podporu výskumu a vývoja „Elity doby rímskej u stredoeurópskych Svébov“ (č. APVV-21-0257), 2022–2026.
16. listopadu 2021 byl prezidentkou Slovenské republiky jmenován profesorem v oboru klasické archeologie.

## Výběr z publikací
- Terra Sigillata in Mähren. Funde aus germanischen Lokalitäten. Brno 1991, 47 str., 14 obr., 15 tab. ISBN 80-86277-10-0
- Studien zu den germanischen Siedlungen der älteren römischen Kaiserzeit in Mähren. Fontes Arch. Prag. 21, Praha 1997, 378 str., 68 obr., 150 tab. ISBN 80-7036-039-9
- Dobřichov-Pičhora. Ein Brandgräberfeld aus der älteren römischen Kaiserzeit in Böhmen. (Ein Beitrag zur Kenntnis des Marbod-Reichs). Fontes Arch. Prag. 23, Praha 1999, 430 str., 45 obr., 126 tab. ISBN 80-7036-104-2
- Od plaňanských pohárů k vinařické skupině. Kulturní a chronologické vztahy na území Čech v době římské a v časné době stěhování národů. Sborník Národního muzea, řada A-Historie, LIII/1-2, Praha 1999, 58 str.
- Příběh o Marobudovi a jeho říši. Nakladatelství Set Out Roman Míšek, Praha 2000, 199 str., 90 obr., 32 bar. obr. ISBN 80-86277-10-0
- Encyklopedie římské a germánské archeologie v Čechách a na Moravě. Nakladatelství Libri, Praha 2002, 456 str., 400 obr. ISBN 80-7277-106-X
- Věk barbarů. České země a stěhování národů z pohledu archeologie. Nakladatelství Paseka, Praha - Litomyšl 2005, 264 str. s obr. ISBN 80-7185-656-8
- Plaňanská skupina großromstedtské kultury. K chronologii germánských nálezů a lokalit v Čechách na sklonku doby laténské a v počátcích doby římské. In: E. Droberjar - M. Lutovský (edd.), Archeologie barbarů 2005. Praha 2006, 11–90.
- Hornolabští Svébové - Markomani. K problematice dalšího vývoje großromstedtské kultury ve stupni Eggers B1 („Zeitgruppe 3“) v Čechách (dobřichovská skupina). Archeologie ve středních Čechách 10, Praha 2006, 599–712.
- Markomannen und superiores barbari in Třebusice und Jevíčko zur Zeit der Markomannenkriege. Zur Problematik der Übergangsstufe B2/C1 in Böhmen und Mähren. Přehled výzkumů 56-2, Brno 2015, 103–125.
- Barbaři v pohybu. Jevíčko a Malá Haná v době římské. – Barbarians on the move. Jevíčko and Malá Haná in Roman Times. Boskovice 2017 (spolu s Z. Jarůškovou).
- Problematika výzkumu spon z doby římské. – On the problems of Roman period fibulas. Bratislava 2018.